# كين ريان
كين ريان (بالإنجليزية: Ken Ryan) هو لاعب كرة قاعدة أمريكي، ولد في 24 أكتوبر 1968 في بوتكيت في الولايات المتحدة.

## وصلات خارجية
- كين ريان على موقعبيزبول رفرنس.كوم (الدوري الرئيسي) (الإنجليزية)
- كين ريان على موقعبيزبول رفرنس.كوم (الدوري الثانوي) (الإنجليزية)
- كين ريان على موقع مشجعي الرسوم البيانية (الإنجليزية)